# St. Marien (Gunzenhausen)

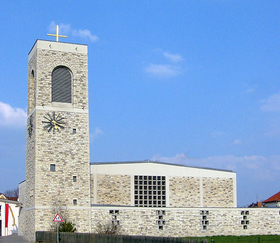
Die Kirche von Westen aus im Dezember 2011

Die Pfarrkirche St. Marien ist eine römisch-katholische Pfarrkirche in Gunzenhausen, einer Stadt im mittelfränkischen Landkreis Weißenburg-Gunzenhausen und wurde 1960 nach Plänen des Ingolstädter Architekten Josef Elfinger errichtet. Das Gebäude hat die Adresse Nürnberger Straße 34 und ist unter der Denkmalnummer D-5-77-136-223 als Baudenkmal in die Bayerische Denkmalliste eingetragen. Sie hat das Patrozinium Mariä unbefleckte Empfängnis und gehört zum Pfarrverband Gunzenhausen im Bistum Eichstätt.

## Geschichte und Baubeschreibung
Erbaut wurde die Kirche von 1959 bis 1960 aus Kalkstein des Altmühljuras. Sie löste einen neugotischen Vorgängerbau ab, der an gleicher Stelle erst 1875 errichtet, aber für die nach dem Zweiten Weltkrieg stark angewachsene katholische Bevölkerung zu klein geworden war. Am 1. Mai 1960 wurde die Kirche durch den Eichstätter Bischof Joseph Schröffer eingeweiht.
Das Gebäude ist eine klar gegliederte Saalkirche und ist als quadratischer Raum von 25 Metern Seitenlänge konzipiert. Im Osten liegt ein halbrunder Apsis an, der den Chor, eine Sakramentskapelle, eine Taufkapelle, die Sakristei und Nebenräume umfasst. Im Westen ist ein offenes Atrium mit einem markanten, freistehenden Glockenturm zur Straße hin angefügt. Kirchenschiff und Chor besitzen dieselbe Höhe und werden mit einer schräg gestellten Decke aus Betonrippen überspannt. Ein Oberlicht beschränkt sich auf den Chorbereich, der dadurch besonders hervorgehoben wird. Die Raumwirkung ist geprägt durch das Zusammenwirken von Stahlbeton und Kalkstein sowie durch die Lichtführung aus Oberlicht und großer Fensterfläche mit Glasmalereien an der Südseite. Der Naturstein stammt aus Gundelsheim.

## Glocken
In der Glockenstube des Kirchturms hängt ein vierstimmiges Glockengeläut aus Bronze. Die Glocken wurden von der neugotischen Vorgängerkirche von 1867/68 übernommen. Zur heute kleinsten Glocke von 1924 des Gießers Karl Heller aus Rothenburg ob der Tauber kamen 1950 drei neue Glocken der Erdinger Glockengießerei, da die Vorgängerglocken während des Zweiten Weltkriegs beschlagnahmt und vermutlich zur Rüstungsproduktion eingeschmolzen worden waren.
| Glocke | Name            | Gießer                   | Gussjahr | Durchmesser | Gewicht | Schlagton |
| ------ | --------------- | ------------------------ | -------- | ----------- | ------- | --------- |
| 1      | Marienglocke    | Erdinger Glockengießerei | 1950     | 1010 mm0    | 640 kg  | g′        |
| 2      | Willibaldglocke | Erdinger Glockengießerei | 1950     | 845 mm      | 354 kg  | b′        |
| 3      | Walburgisglocke | Erdinger Glockengießerei | 1950     | 740 mm      | 246 kg  | c″        |
| 4      | Josephglocke    | Karl Heller, Rothenburg  | 1924     | 635 mm      | 145 kg  | es″       |

## Ausstattung

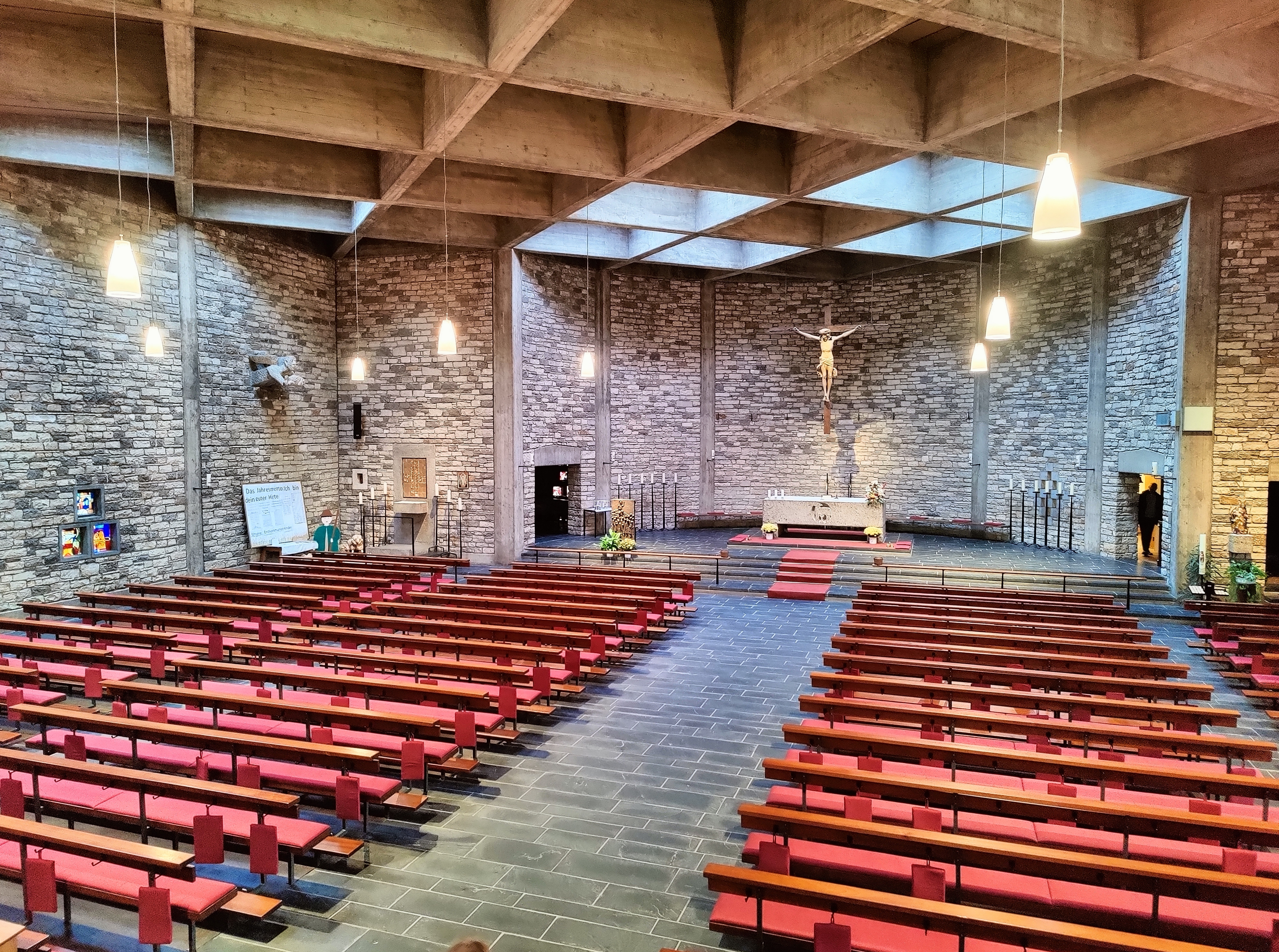
Innenraum (2022)

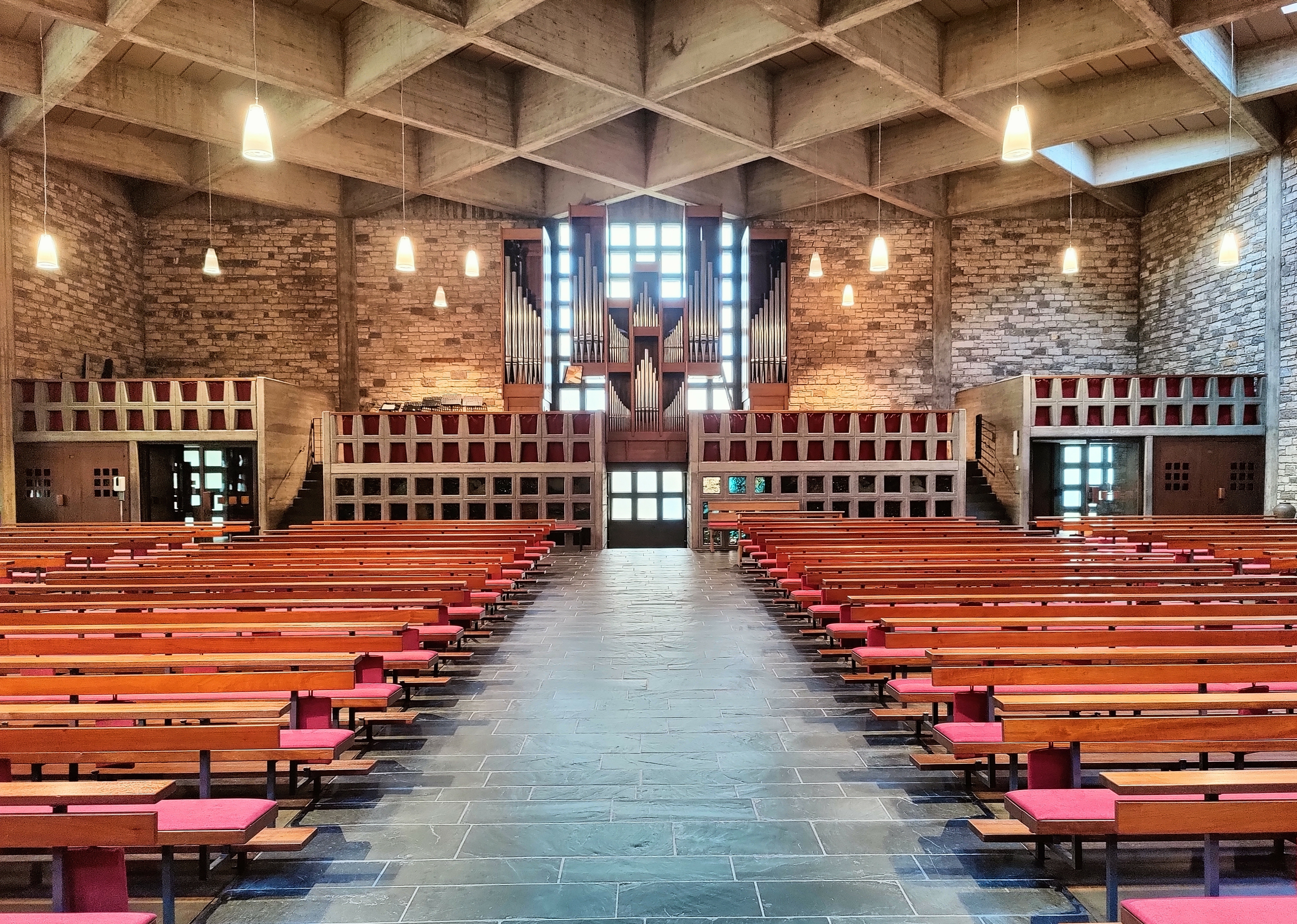
Innenraum, Blick zur Orgel

Der Hochaltar von Blasius Gerg ist aus einem Muschelkalkblock herausgearbeitet und mit einem Tiefenrelief verziert, das Christus im Symbol des Osterlamms darstellt. Über dem Altar hängt ein spätgotisches Holzkruzifix (um 1520) eines fränkischen Meisters in neuer Fassung. Die Chorwand schmückt ein 14 Quadratmeter großer Wandteppich mit Szenen aus dem Leben Mariens. Ein vergoldeter Tabernakel ist mit ungeschliffenem Bergkristall und grünem Diabas in Kreuzform verziert, ein symbolischer Hinweis auf den verklärten Christus. Blasius Gerg gestaltete auch einen Doppelengel an der Nordwand der Kirche. Auf der Innenseite hält er einen Fisch, auf der Außenseite der Kirche Ähren in seinen Händen. Ebenfalls von ihm stammt Ambo aus Eisenguss, der den predigenden Christus zeigt. 
Die große Glaswand im Süden ist ein Werk von Max Wendl und stellt Szenen aus dem Kreuzweg dar. Die beiden Fensterfelder im Südwesten, die Kreuzigung und Auferstehung darstellen wurden 1977/1978 von Alpheda Puluj-Hohenthal ergänzt. Alle Glasfenster stammen aus der Waldsassener Glashütte Lamberts & Co. Max Wendl schuf auch die Glasbilder für die Nordwand mit Bezügen zur Lauretanischen Litanei, für die Sakramentskapelle mit Bezügen zur Eucharistie und in der Taufkapelle mit Bezügen zum Taufgeheimnis. 
Die Orgel aus der Werkstatt von Orgelbau Sandtner mit 20 Registern auf zwei Manualen und Pedal stammt von 1974. Darunter ist etwas versteckt eine Kriegergedächtniskapelle eingefügt.

## Pfarrzentrum

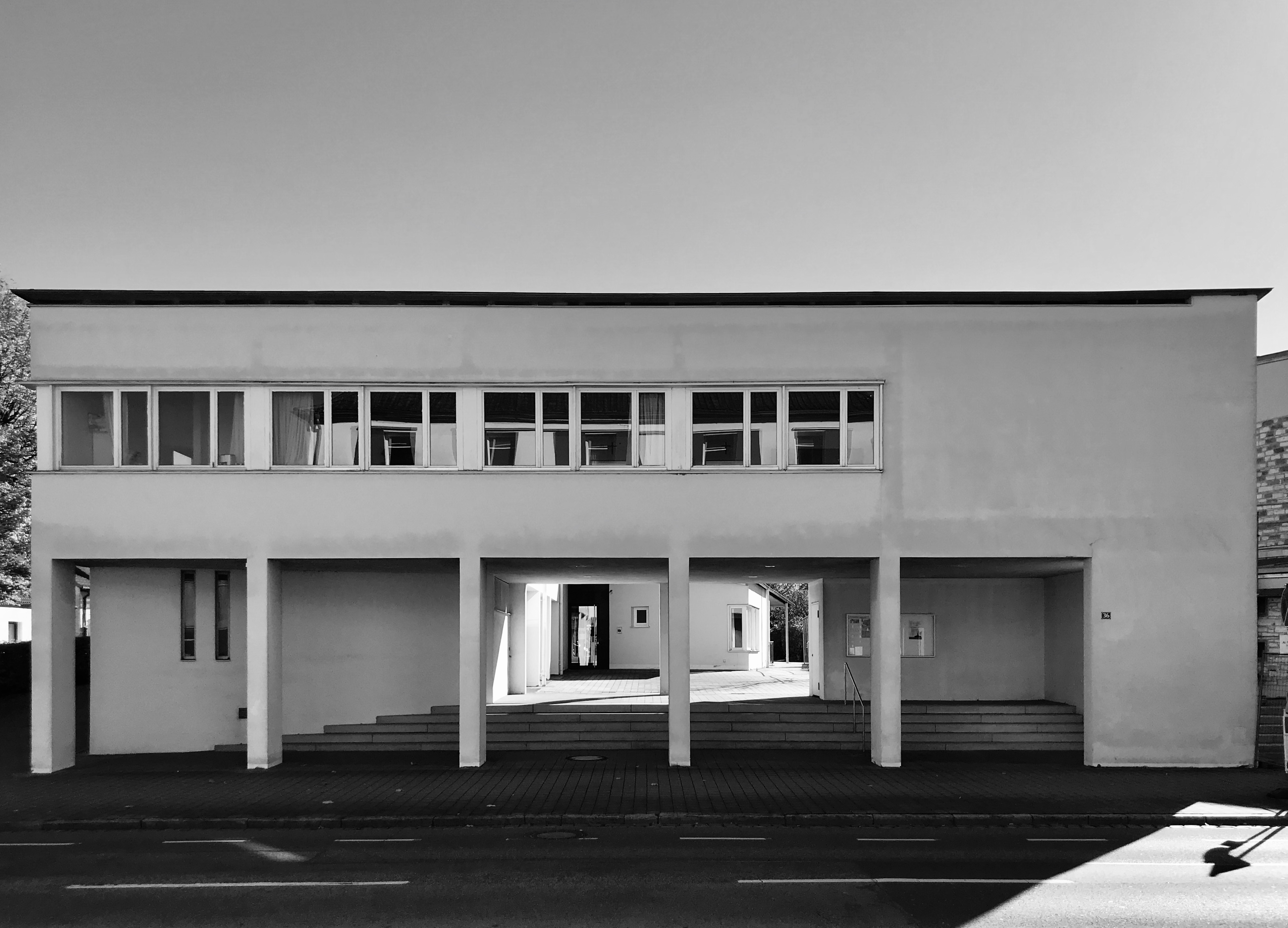
Pfarrzentrum

Das katholische Pfarrzentrum wurde im Jahr 1994 nach einem Wettbewerb nach Plänen der Eichstätter Architekten Diezinger & Kramer errichtet und fotografisch von dem international tätigem Architekturfotografen Jens Weber dokumentiert.